# Маринич Петро Іванович
Мари́нич Петро́ Іва́нович (нар. 16 січня 1899, Ічня, Чернігівська губернія — пом. 22 листопада 1921, містечко Базар, Базарська волость, Овруцький повіт, Волинська губернія) — козак 1-го куреня 1-ї бригади 4-ї Київської дивізії Армії УНР, хорунжий. Учасник Першого та герой Другого Зимового походу.

## Життєпис
Народився в 1899 році в місті Ічня Чернігівської губернії в українській селянській родині. Закінчив 1 клас сільської школи. Не входив до жодної партії.
Юнак першого випуску Спільної військової школи, підвищений до першої старшинської ранги 5-го листопада 1919 р.
У листопаді 1919 р., на відміну від багатьох інших новоспечених хорунжих, прибув до місця свого призначення — полку Морської піхоти. Рештки цієї частини на початку Першого зимового походу було згорнуто у сотню 2-го (згодом 29-го) куреня Збірної Київської дивізії. У його складі П. Маринич брав участь у Першому зимовому поході, кампанії 1920 р. і Другому зимовому поході.
У бою поблизу села Малі Миньки 17 листопада 1921 року потрапив у полон, розстріляний більшовиками 22 листопада 1921 року у місті Базар.
Реабілітований 27 квітня 1998 року.

## Вшанування пам'яті
- Його ім'я вибите серед інших на Меморіалі Героїв Базару.